# Агиатида
Агиатида (? — 224 до н. э.) — царица Спарты, супруга царей Агиса IV и Клеомена III
Плутарх называет Агиатиду по красоте и пригожеству не знающих себе равной в Греции и при том обладающей кротким и добрым характером. Она была женой царя Агиса IV, но когда попытки реформ Агиса провалились, а он сам с бабушкой и матерью был обвинён в стремлении к тирании, судим эфорами и казнён, Агиатиду пощадили. Другой царь, Леонид, вместе с новорождённым ребёнком забрал её из дома и заставил выйти замуж за своего сына Клеомена, поскольку она должна была стать наследницей большого состояния своего отца Гилиппа.
Агиатида вовсе не желала выходить замуж за молодого царевича, но женой стала преданной. Клеомен, в свою очередь, полюбил её, ценил, часто слушал её рассказы о прежнем муже и его начинаниях.
Став царём и увидев, какой слабой стала Спарта, Клеомен решил продолжить дело Агиса. Когда началась Клеоменова война Спарты с Ахейским союзом, и спартанцы начали одерживать победы, Клеомен с верными ему людьми перебил эфоров и провёл давно ожидаемые народом реформы по наделению неимущих земельными наделами и присвоению достойным периэкам гражданских прав.
В самый разгар войны, когда на Пелопоннес явилось македонское войско с царём Антигоном III Досоном, и уже пал Аргос, Клеомен получил известие, что Агиатида умерла (224 г. до н. э.) Клеомен оплакал и похоронил её в Спарте.